# La fabbrica di plastica
(Gianluca Grignani sull'album)
La fabbrica di plastica è il secondo album del cantautore italiano Gianluca Grignani, pubblicato nel 1996.

## Il disco

### Registrazione
Grignani volle avere il controllo artistico sull'album e, per la piega rock che prese, entrò in conflitto con il suo produttore Massimo Luca e con la sua casa discografica, la Polygram, la quale, secondo l'avvocato all'epoca di Grignani, Patrizio Visco, "Non è riuscita a preparare il pubblico a questa svolta".
Il disco è arrangiato dallo stesso Grignani insieme a Greg Walsh e registrato e mixato tra l'Angelo Studio di Garlasco e l'Abbey Road Studios. Nell'album hanno suonato Mario Riso alla batteria (eccetto "Fanny": Roby Molinari), Franco Cristaldi al basso; Gianluca Grignani chitarre acustiche e 12 corde, lo stesso Grignani e Massimo Varini alle chitarre elettriche (tranne che in "Testa sulla luna": Giovanni Frigo), e Naco alle percussioni.

### Riscontro commerciale
Rispetto alle 2 milioni di copie vendute da Destinazione Paradiso, il nuovo album fu un flop. Nonostante la spinta della notorietà e l'attesa, l'album arrivò a poco più di 150 000 copie. Debuttò al terzo posto della Classifica FIMI Album ma in poco tempo scivolò fuori dalle prime posizioni. Commentando il flop di vendite dell'album, l'ex produttore di Grignani, Massimo Luca, commentò: «È un artista finito? Non proprio, è decollato seguendo i miei consigli, poi ha voluto fare di testa sua».
Il tour dell'album non andò bene. Grignani continuava a dimostrarsi insofferente alla pressione del pubblico che dimostrava di non apprezzare il nuovo album. Secondo il suo avvocato Patrizio Visco: «Non è facile fare accettare al pubblico una virata di 180 gradi fra un disco di successo e il seguente»..

### Giudizio della critica
Su La Repubblica del 23 maggio Ernesto Assante scrisse: «La fabbrica di plastica è un disco elettrico e a tratti duro, nel quale il velo della melodia, che pure resta il cuore delle canzoni di Grignani, viene strappato spesso da chitarre distorte e arrangiamenti "psichedelici", nei quali i testi parlano spesso d'amore (Fanny), molto più spesso sono personali, legati alle esperienze degli ultimi anni (ed è il caso di Il mio peggior nemico, Rock star, ma anche di La vetrina del negozio di giocattoli o + famoso di Gesù)».
Sul Corriere della Sera Mario Luzzatto Fegiz, sempre il 23 maggio 1996, scrisse: «(...) Qui invece si scatena con sonorità rock, roba da Timoria e da Litfiba. Si scopre così che il ragazzo si esprimeva così solo per penuria di mezzi, ma che il suo sogno era in rock. Lui nega di essere cambiato, sostiene di aver lavorato con maggiore libertà. Cosa propone Grignani? Diciamo un viaggio alla ricerca della propria identità, ma senza una eccessiva dissociazione dal reale. Disco per molti versi sorprendente nei suoni e nei contenuti: sicuramente terrà banco per i prossimi mesi».
Alessandro Rosa su la Stampa scrive: «Chitarre a profusione, chitarre cattive e aggressive, arrochite e lancinanti, dominano le canzoni elettriche, inquiete, irrispettose ("+ famoso di Gesù") volte a dipingere una visione personale delle contraddizioni della vita, il rifiuto e la fuga del mondo artificiale, al pericolo dell'omologazione. Un disco nervoso, dall'anima melodica ma vestito di potenti e cupi riff. Ma alla fine completo e uniforme, bello».

## Tracce
1. La fabbrica di plastica – 4:06
2. + famoso di Gesù – 3:17
3. Solo cielo – 4:12
4. Testa sulla luna – 3:59
5. Fanny – 3:11
6. L'allucinazione – 4:33
7. La vetrina del negozio di giocattoli – 4:17
8. Galassia di melassa – 5:10
9. Rock Star – 3:24
10. Il mio peggior nemico – 16:05
  - Qualcosa nell'atmosfera – traccia fantasma

## Musicisti
- Gianluca Grignani – voce, chitarra a 12 corde, chitarra acustica, chitarra elettrica
- Mario Riso – batteria
- Franco Cristaldi – basso
- Roberto Molinari – batteria
- Giovanni Frigo – chitarra elettrica
- Naco – batteria, percussioni
- Massimo Varini – chitarra elettrica

## Classifiche
| Classifica (1996) | Posizione massima |
| ----------------- | ----------------- |
| Italia            | 3                 |